# Little Miss Dangerous canción de Ted Nugent
«Little Miss Dangerous» es una canción del guitarrista estadounidense Ted Nugent, publicada en marzo de 1986 como sencillo principal de su noveno álbum de estudio, Little Miss Dangerous. La canción ganó notoriedad por su aparición en la serie de televisión Miami Vice, lo que contribuyó a su popularidad durante los años 80.

## Lanzamiento y recepción
El sencillo fue lanzado por Atlantic Records en marzo de 1986. Aunque no entró en el Billboard Hot 100, alcanzó el puesto 22 en la lista Mainstream Rock Tracks de EE. UU.

## En la cultura popular
«Little Miss Dangerous» apareció en el episodio homónimo de la segunda temporada de Miami Vice. Además, la canción «Angry Young Man», lado B del sencillo, fue incluida en el episodio «Definitely Miami», donde Nugent actuó como invitado especial.

## Video musical
La canción tuvo un videoclip oficial dirigido por Mick Haggerty, con escenas del artista en vivo y visuales estilizados ambientados en paisajes desérticos.

## Personal
- Ted Nugent – guitarra, voz principal
- Dave Amato – guitarra, sintetizador
- Joe Galdo, Duane Hitchings - batería